# Cupa României 1950
Ediția 1950 a fost a 13-a ediție a Cupei României la fotbal. Ca și Divizia A, Cupa României a trecut la sistemul primăvară-toamnă. În finală s-au înfruntat câștigătoarea ediției anterioare, acum sub o nouă denumire, CCA București, și campioana Flamura Roșie Arad. Câștig de cauză au avut bucureștenii care s-au impus pe stadionul Republicii din capitală cu 3-1.

## Șaisprezecimi
| Data     | Echipa gazdă                     | Scor         | Echipa oaspete                  |
| -------- | -------------------------------- | ------------ | ------------------------------- |
| 02.07.50 | Farul (Div.Inf.)                 | 0 - 3        | (Div.1) CCA București           |
| 02.07.50 | CSA Cluj (Div.2)                 | 3 - 0        | (Div.1) CS Târgu Mureș          |
| 02.07.50 | Metalul Oțelul Roșu (Div.2)      | 0 - 2        | (Div.1) CFR Timișoara           |
| 02.07.50 | CSA Someșeni (Div.Inf.)          | 0 - 2        | (Div.2) Știința Cluj            |
| 02.07.50 | Politehnica Iași (Div.2)         | 1 - 0        | (Div.2) Locomotiva Iași         |
| 02.07.50 | Mecano Naval Brăila (Div.Inf.)   | 1 - 6        | (Div.1) Juventus București      |
| 02.07.50 | Unirea Turnu Măgurele (Div.Inf.) | 3 - 9        | (Div.1) Locomotiva București    |
| 02.07.50 | F.C. Baia Mare (Div.2)           | 1 - 3        | (Div.1) CA Oradea               |
| 02.07.50 | Progresul București (Div.2)      | 3 - 1        | (Div.2) Metalul București       |
| 02.07.50 | Turnu Severin (Div.Inf.)         | 5 - 2        | (Div.1) Metalul Reșița          |
| 02.07.50 | Prahova Ploiești (Div.2)         | 2 - 4        | (Div.1) Dinamo București        |
| 02.07.50 | CS Făgăraș (Div.Inf.)            | 2 - 4        | (Div.1) Șoimii Sibiu            |
| 02.07.50 | CFR Arad (Div.2)                 | 2 - 1        | (Div.1) Poli Timișoara          |
| 02.07.50 | Corvinul (Div.Inf.)              | 1 - 2        | (Div.1) UTA Arad                |
| 02.07.50 | CSM Câmpina (Div.Inf.)           | 1 - 2        | (Div.2) Steagul Roșu Or. Stalin |
| 02.07.50 | Metalul Sibiu (Div.Inf.)         | 1 - 1 (d.p.) | (Div.1) Jiul Petroșani          |

## Optimi
| Data     | Echipa gazdă            | Scor         | Echipa oaspete       |
| -------- | ----------------------- | ------------ | -------------------- |
| 16.08.50 | Știința Cluj            | 0 - 1        | UTA Arad             |
| 17.08.50 | Politehnica Iași        | 2 - 4        | CCA București        |
| 17.08.50 | Turnu Severin           | 1 - 2        | CFR Timișoara        |
| 17.08.50 | CSA Cluj                | 2 - 2 (d.p.) | CA Oradea            |
| 17.08.50 | Progresul București     | 0 - 2 (d.p.) | Șoimii Sibiu         |
| 17.08.50 | CFR Arad                | 6 - 2        | Jiul Petroșani       |
| 17.08.50 | Steagul Roșu Or. Stalin | 4 - 3        | Locomotiva București |
| 07.09.50 | Dinamo București        | 4 - 3        | Juventus București   |

## Sferturi
| Data     | Echipa gazdă  | Scor  | Echipa oaspete          |
| -------- | ------------- | ----- | ----------------------- |
| 10.09.50 | Șoimii Sibiu  | 1 - 0 | CFR Arad                |
| 11.10.50 | CCA București | 4 - 2 | Steagul Roșu Or. Stalin |
| 11.10.50 | CFR Timișoara | 1 - 2 | UTA Arad                |
| 12.10.50 | CA Oradea     | 2 - 1 | Dinamo București        |

## Semifinale
| Data     | Echipa gazdă | Scor  | Echipa oaspete |
| -------- | ------------ | ----- | -------------- |
| 25.10.50 | UTA Arad     | 3 - 2 | CA Oradea      |
| 01.11.50 | Șoimii Sibiu | 0 - 2 | CCA București  |

## Finala
| 26 noiembrie 1950 14:00 | CCA București                               | 3 – 1 | UTA Arad   | Stadionul Republicii, București Spectatori: 25.000 Arbitru: Andrei Bölöni (Orașul Stalin) |
| 26 noiembrie 1950 14:00 | Apolzan 44' (pen.) Roman 72' Moldoveanu 90' |       | Mercea 89' | Stadionul Republicii, București Spectatori: 25.000 Arbitru: Andrei Bölöni (Orașul Stalin) |

| CSCA:           |                   |
|                 |                   |
| P               | Ion Voinescu      |
| F               | Vasile Zavoda     |
| F               | Alexandru Apolzan |
| F               | Ștefan Rodeanu    |
| M               | Ștefan Balint     |
| M               | Tiberiu Bone      |
| A               | Francisc Zavoda   |
| A               | Nicolae Roman     |
| A               | Nicolae Drăgan    |
| A               | Gavril Serfözö    |
| A               | Petre Moldoveanu  |
| Antrenor:       |                   |
| Francisc Ronnay |                   |

| FLAMURA ROȘIE ARAD: |                    |
|                     |                    |
| P                   | Alexandru Marki    |
| F                   | Moise Vass         |
| F                   | Adalbert Pall      |
| F                   | Zoltan Farmati     |
| M                   | Iosif Petschovski  |
| M                   | Ladislau Băcuț     |
| A                   | Silviu Boitoș      |
| A                   | Andrei Mercea      |
| A                   | Mihai Carpineț     |
| A                   | Ioan Reinhardt     |
| A                   | Nicolae Dumitrescu |
| Antrenor:           |                    |
| Francisc Dvorzsák   |                    |